# شينيا يامادا
شينيا يامادا (باليابانية: 真矢؛ بالكانا: しんや) هو تارينتو وطبال ومغني ياباني، ولد في 13 يناير 1970 في هادانو في اليابان.

## وصلات خارجية
- الموقع الرسمي
- شينيا يامادا على موقع ميوزك برينز (الإنجليزية)
- شينيا يامادا على موقع ديسكوغز (الإنجليزية)